# Tróndur Patursson
Tróndur Patursson (Kirkjubøur, 1º marzo 1944) è un pittore e scultore danese.
Educato in Norvegia, iniziò la sua carriera con la scultura ma successivamente si concentrò nella pittura e nella lavorazione del vetro.
Suo soggetto ricorrente sono le vedute di rocce ed acque dei monti e dell'oceano che circondano il suo luogo di nascita, a cui è tuttora molto legato.
Caratteristica della sua pittura è il grande uso di colori per la rappresentazione di tali paesaggi.
Trondur Patursson vive tuttora nelle Fær Øer.